# Мартін Монтоя
Мартін Монтойя (ісп. Martín Montoya; нар. 14 квітня 1991, Ґаба, Іспанія) — каталонський футболіст, правий півзахисник грецького клубу «Аріс» (Салоніки).

## Досягнення
«Барселона»
- Чемпіон Іспанії: 2010/11, 2012/13, 2014/15
- Переможець Ліги чемпіонів УЄФА: 2010/11, 2014/15
- Володар Кубка Іспанії: 2011/12, 2014/15
- Володар Суперкубка Іспанії: 2013
- Володар Суперкубка УЄФА: 2011
- Переможець клубного чемпіонату світу: 2011

«Реал Бетіс»
- Володар Кубка Іспанії: 2021/22

Збірна Іспанії
- Чемпіон Європи (U-17): 2008
- Чемпіон Європи (U-21): 2011, 2013